# Chlumetia atribasalis
Chlumetia atribasalis är en fjärilsart som beskrevs av George Francis Hampson 1918. Chlumetia atribasalis ingår i släktet Chlumetia och familjen nattflyn. Inga underarter finns listade i Catalogue of Life.